# 닛코 호텔스 인터내셔널
닛코 호텔스 인터내셔널(일본어: ニッコー・ホテルズ・インターナショナル)은 오쿠라 닛코 호텔 매니지먼트가 운영하는 호텔 체인이다. 호텔명에 단순히 호텔 닛코(ホテル日航)를 붙이는 경우가 많다.

## 목록

### 일본
홋카이도
- JR 타워 호텔 닛코 삿포로
- 호텔 닛코 노스랜드 오비히로

간토 지방
- 그랜드 닛코 도쿄 오다이바
- 호텔 닛코 나리타
- 호텔 닛코 타치카와 도쿄
- 가와사키 닛코 호텔
- 호텔 닛코 니가타
- 호텔 닛코 가나자와

긴키 지방
- 호텔 닛코 프린세스 교토
- 호텔 닛코 오사카
- 호텔 닛코 간사이 공항
- 호텔 닛코 히메지
- 호텔 닛코 나라

시코쿠 지방
- 호텔 닛코 고치

규슈 지방
- 호텔 닛코 후쿠오카
- 호텔 닛코 하우스텐보스
- 호텔 닛코 구마모토
- 호텔 닛코 오이타 오아시스 타워

오키나와
- JAL 프라이빗 리조트 오쿠마
- 호텔 닛코 아리비라 / 요미탄 리조트 오키나와

### 그 외 지역
미국
- 호텔 닛코 샌프란시스코

괌
- 호텔 닛코 괌

팔라우
- 팔라우 로열 리조트

인도네시아
- 그랜드 닛코 발리

베트남
- 호텔 닛코 하노이
- 호텔 닛코 사이공

독일
- 호텔 닛코 뒤셀도르프

타이완
- 호텔 로열 닛코 타이베이